# Солунски музей на водоснабдяването
Солунският музей на водоснабдяването (на гръцки: Μουσείο Ύδρευσης Θεσσαλονίκης) е технологичен воден музей в едноименния град, административен център на област Централна Македония, Гърция.

## Местоположение
Музеят се намира в района „Сфагия“, на западния вход на града.

## История
Разположен е в историческа сграда известна като Старата помпена станция, принадлежаща на Османската солунска водоснабдителна компания (Compagnie Ottomane des Eaux de Salonique), основана в 1888 година от белгийци в Цариград. Сградата е построена между 1890 и 1892 година, а целият комплекс в 1894 година. Към Централната помпена станция водата тече естествено от околните порои и поради тази причина сградата е по-ниска от нивото на земята, а наклонът е към нея. Тук, с помощта на големи помпи, той първо беше канализиран в два, а след това в три големи резервоара (Влатадес, Касандрос и Евангелистрия). Към тях е добавен през 1924 година резервоарът Калитея. Комплексът на Централната помпена станция се състои от три сгради. До 1929 година помпената станция работи с две парни помпи. През 1929 година е инсталиран дизелов двигател.
Помпената станция работи до 1978 година и в 1984 година Водната администрация решава да преустрои сградата в музей. В 1987 година по предложение на Четвърта ефория за съвременните паметници на Министерството на културата сградата е определена за защитен паметник. Реставрационната работа е част от проекта Европейска столица на културата 1997 година и е завършена през 2000 година след цялостната реставрация на трите исторически сгради, заедно с тяхното механично оборудване и озеленяване на обща площ от 3000 m2. Музеят е открит през февруари 2001 година.

## Сграда
Основната сграда на помпената станция, в която се помещават помпените машини е с правоъгълен план, с размери 12,90 × 25,50 m (площ 329 m2) и височина 6,60 m, а с покрива 8,60 m. Покрита е от двускатен метален покрив с централно повдигнато покривно покритие. Изработена е от видима носеща метална конструкция с пълнеж от видима тухлена зидария. Комплексът притежава и четири други придружаващи сгради - работилница, склад и административни сгради.

## Описание на музея
Целта на музея е да разказва историята на водоснабдяването на града във всичките му фази от улавянето на водата до консумацията ѝ, както и да информира обществеността за проблемите свързани с водоснабдяването, като намаляване на загубите на вода, опазването на околната среда и други.
Музеят има две зали с моторни машини и електрически генератори, стари контролни табла и големи помпи. Първата е била котелното помещение за две помпи, работили от 1892 до 1929 година. В залата е обяснено и как се е произвеждала пара, която е задвижвала парните двигатели на помпите. Във втората зала са помпите, първо и второ поколение дизелови двигатели (съответно „Ман“ и „Мирлеес“) и електрически генератори „Бръш“, които са използвани във водоснабдяването на града от 1929 до 1978 година. Машините са оригинални и работещи. В останалана част на музея са изложени стари части, инструменти за измерване за водоснабдителната мрежа и за поправка на машините.